# Coria Castillo
Coria Castillo (Madrid, 1980) és una actriu i còmica (Stand up) que gaudeix amb especial reconeixement per protagonitzar Fácil, de Movistar Plus+, dirigida per Anna R. Costa.

## Biografia i trajectòria
Coria Castillo és actriu i humorista. Va estudiar interpretació i va començar a fer teatre als 13 anys al Colectivo de teatro El Tirso. El 2009 centra la seva carrera en la comèdia, molt aviat guanya diversos concursos de monòlegs a nivell nacional i comença a participar en programes de Paramount Comedy i Comedy Central com Central de cómicos.
En 2011 es va de gira 3 anys per tot Espanya i Mèxic amb l'espectacle del Circo de los Horrores, Manicomio de los horrores. En tornar, gana el prestigiós concurs de monòlegs de Cadena Ser i col·labora 2 anys a Hoy por hoy Madrid. També ha treballat en l'espectacle de circ i cabaret Luxuria, com a guionista i mestra de cerimònies. A més, és col·laboradora habitual en el podcast de ràdio Hoy de tranqui, de Cadena Dial, presentat per Eva i Qué.
Des de 2018 col·labora amb la companyia Yllana en xous de comèdia i improvisació, així com en esdeveniments d'empresa. També ha col·laborat en programes com Las que faltaban, Dar cera, pulir cero i Ilustres ignorantes a Movistar Plus+. Ha gravat especials de comèdia per Amazon Prime, Phi Beta Lambda i À Punt.
El 2022 estrena com a protagonista la sèrie de televisió Fácil, de Movistar Plus+, per la qual rep diversos reconeixements, entre els quals destaquen la seva nominació als X Premis Feroz 2023 com a millor intèrpret femenina i la seva nominació en el Festival Internacional de Cinema d'Almeria com a millor actriu de comèdia.
Serà la presentadora de la gala dels XI Premis Feroz, al costat de Brays Efe, que se celebrarà el 26 de gener de 2024 al Palacio de Vistalegre a Madrid.

## Premis i nominacions
| Any  | Treball nominat | Premi                                      | Categoria                                         | Resultat |
| ---- | --------------- | ------------------------------------------ | ------------------------------------------------- | -------- |
| 2023 | Fácil           | X Premis Feroz                             | Millor actriu de repartiment d'una sèrie          | Nominat  |
| 2023 | Fácil           | Festival Internacional de Cinema d'Almeria | Millor interpretació femenina en sèrie de comèdia | Nominat  |